# Germain Pirlot

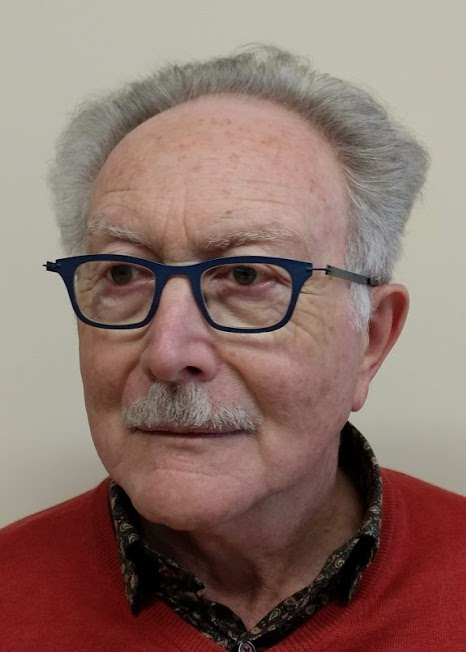
Germain Pirlot

Germain Pirlot (Sart-Custinne, 18 maart 1943) is een gewezen Belgische leraar Frans en geschiedenis en Esperantist.
Hij is echter vooral bekend als de bedenker van het woord 'euro' voor de gemeenschappelijke eenheidsmunt in Europa.
Hij is vanaf 1983 lid van de Akademio Internacia de la Sciencoj (AIS), de Internationale Academie voor Wetenschappen in San Marino.
Tussen 1980 en 1987 publiceerde hij 96 artikels in La Dernière Heure over Esperanto.

## Naamgeving van de euro
Op 4 augustus 1995 stelde Pirlot aan de toenmalige voorzitter van de Europese Commissie, Jacques Santer, voor om de naam euro te gebruiken voor de nieuwe munt. Namens de voorzitter werd Germain Pirlot officieel bedankt voor deze suggestie met een brief.
De naam euro werd officieel aanvaard in Madrid in december 1995. Volgens Jean-Jacques Schul, voorzitter van Promeuro (de vereniging ter promotie van de euro) heeft voor 4 augustus 1995 niemand anders gesuggereerd deze naam te gebruiken.

## Budo Karate Oostende
Germain Pirlot is ook 1ste dan karate en is al sinds de jaren '80 lid van Budo Karate Oostende waar hij tot op vandaag nog steeds meehelpt als assistent trainer bij de kids.
In 2012 werd hij voor zijn jarenlange inzet in de karate club geëerd.